# جسر كيو
جسر كيو (بالإنجليزية: Kew Bridge)‏ هو جسر واسع الامتداد فوق Tideway (المصب العلوي لنهر التمز) يربط بين أحياء لندن في ريتشموند على نهر التايمز وهاونزلو. الجسر الحالي، الذي افتتحه الملك إدوارد السابع والملكة ألكسندرا في عام 1903 كجسر الملك إدوارد السابع، صممه جون وولف باري وكوثبرت إيه بريريتون. سجلتها إنجلترا التاريخية في الدرجة الثانية عام 1983.

## هوامش
1. ↑   A plaque, now faded, on the bridge reads: «KING EDWARD VII BRIDGE
 THIS BRIDGE
 WAS BUILT AT THE JOINT COST OF THE COUNTIES OF MIDDLESEX  [لغات أخرى]‏ AND SURREY
 IT WAS OPENED BY HIS MOST GRACIOUS MAJESTY KING EDWARD VII
 ACCOMPANIED BY QUEEN ALEXANDRA
 ON THE 20TH MAY 1903
 Domine salvum fac regem nostrum Edvardum»